# Heist-op-den-Berg
Heist-op-den-Berg es una localidad y municipio —o comuna— de la provincia de Amberes en Bélgica. Sus municipios vecinos son Begijnendijk, Berlaar, Herentals, Herenthout, Hulshout, Keerbergen, Nijlen, Putte, Tremelo y Westerlo. Tiene una superficie de 86,5 km² y una población en 2020 de 42.937 habitantes, siendo los habitantes en edad laboral el 63% de la población.
La ciudad es sobre todo un centro residencial, que ofrece servicios a las comunidades circundantes. Heist-op-den-Berg es conocido por su mercadillo de los domingos por la mañana.

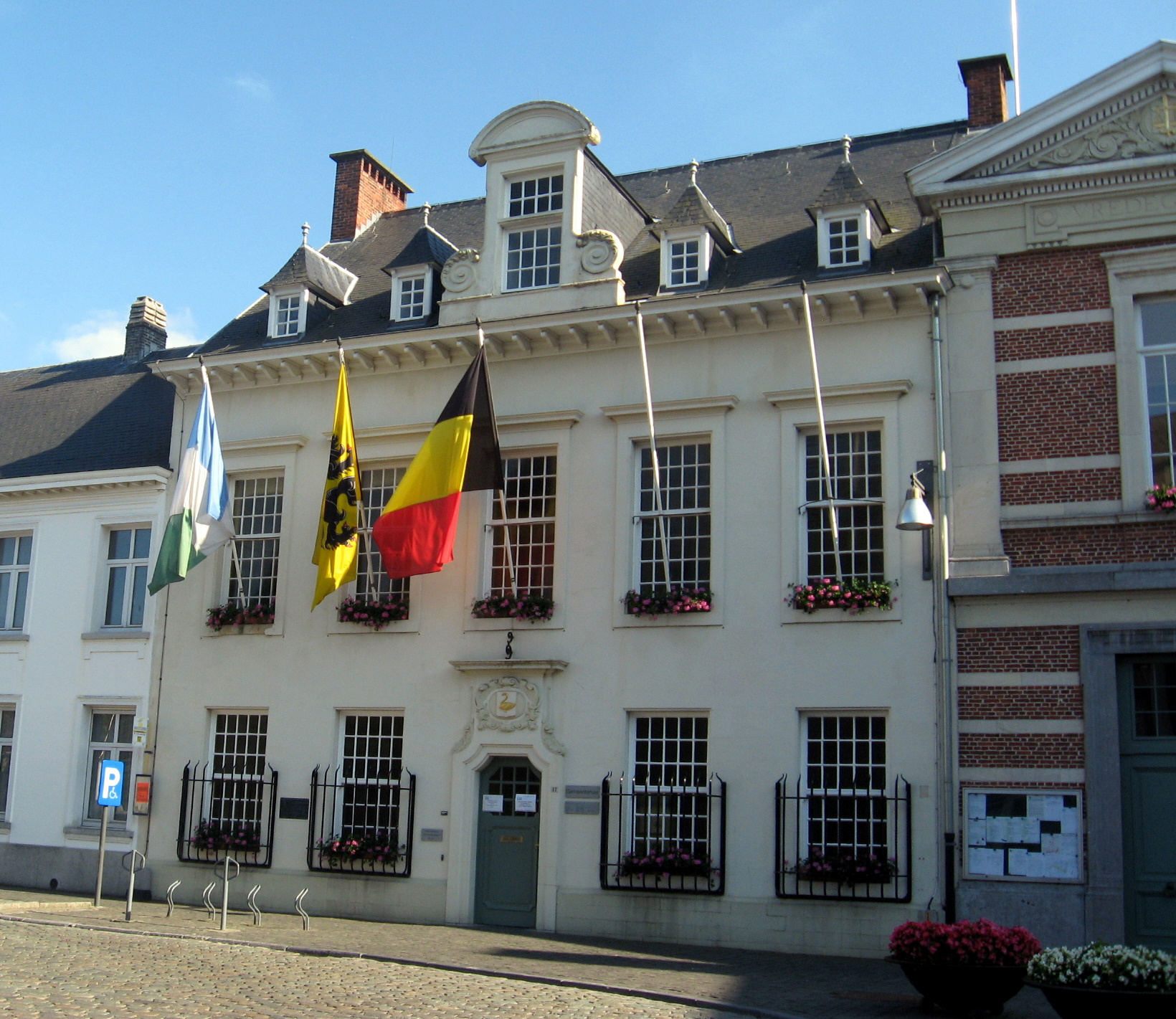
Ayuntamiento.

## Localidades del municipio
- Heist-op-den-Berg (incluyendo las aldeas de: Heist-Goor, Heist-Station, Zonderschot, Heist-Centrum y Bruggeneinde)
- Booischot (incluyendo la aldea de Pijpelheide)
- Hallaar
- Itegem
- Schriek
- Wiekevorst

## Historia
La colina sobre la que Heist se construyó (de ahí el nombre adjunto op-den-Berg que significa "sobre la colina") ya estaba poblada en la prehistoria. Al terminar la ocuación romana de la zona en los siglos III y IV, el pueblo de Itegem fue probablemente la primera aldea que se fundó en el año 976, pasando Heist-op-den-Berg en el siglo XII al Ducado de Brabante.
Alrededor del año 1200, una fortaleza militar fue construida en la ubicación actual del castillo de Ter Laken. Durante la mayor parte de la Edad Media, la agricultura era la base de la economía. Durante los siglos XVII y XVIII, la milagrosa estatua de madera de la Virgen y el Niño en la iglesia de Hallaar se convirtió en un objeto de peregrinación. La actual alcaldía fue construida en 1844, catorce años después de la fundación de Bélgica como país independiente.

## Demografía

### Evolución
Todos los datos históricos relativos al actual municipio, el siguiente gráfico refleja su evolución demográfica, incluyendo municipios después de efectuada la fusión el 1 de enero de 1977.
| Gráfica de evolución demográfica de Heist-op-den-Berg entre 1846 y 2020 |
|                                                                         |

## Turismo
El corazón histórico de la ciudad es la plaza de la iglesia (Kerkplein), donde se puede ver una de las viejas bombas de agua de la ciudad, y donde se puede visitar un museo del tren (Treinmuseum) y un museo agrícola regional (Heemmuseum). Un viejo molino de viento, el último en el distrito de Malinas, iglesias y capillas, así como granjas, muchas con sus bombas de agua originales, salpican el paisaje alrededor de la ciudad. La localidad de Itegem alberga varios castillos, la mayoría de los cuales son de propiedad privada y por lo tanto no están abiertos al público.

## Ciudades hermanadas
- Arad, en Rumania.

## Personas notables de Heist-op-den-Berg
- Rik Torfs, rector de la Universidad Católica de Lovaina
- Silvy De Bie, cantante (nac. 1981)
- Paul Michiels, cantante y compositor (nac. 1948)
- Filip Verlinden (nac. 1982), boxeador